# 拉迪姆·拉杰维奇
拉迪姆·拉杰维奇（捷克語：Radim Raděvič，1966年12月16日—），捷克男子冰球运动员。他曾代表捷克斯洛伐克国家队参加1988年冬季奥林匹克运动会冰球比赛，获得第六名。